# UFC 317
UFC 317: Topuria vs. Oliveira fue un evento de artes marciales mixtas producido por Ultimate Fighting Championship que se llevó a cabo el 28 de junio de 2025 T-Mobile Arena en Paradise, Nevada.

## Antecedentes
El evento se celebró durante la Semana Internacional de Pelea, donde también se llevó a cabo la ceremonia de incorporación al Salón de la Fama de la UFC 2025.
El combate por el título vacante del Campeonato de Peso Ligero de la UFC entre Ilia Topuria (excampeón de peso pluma) y el excampeón Charles Oliveira fue la pelea estelar del evento. El actual campeón, Islam Makhachev, dejó vacante el título para competir por el Campeonato de Peso Wélter de UFC. El propio Topuria dejó vacante su título de peso pluma en abril para ascender a peso ligero.
Una pelea de peso mediano entre el ex retador al Campeonato de Peso Medio de UFC Paulo Costa y Roman Kopylov estaba programada para este evento. Sin embargo, por razones desconocidas la pelea se trasladó a UFC 318.

## Resultados
1. ↑  Por el Campeonato Mundial de Peso Ligero de UFC.
2. ↑  Por el Campeonato Mundial de Peso Mosca de UFC.

## Bonificaciones
Los siguientes peleadores recibieron bonificaciones de 50.000 dólares.
- Pelea de la Noche: Joshua Van vs. Brandon Royval
- Actuación de la Noche: Ilia Topuria y Gregory Rodrigues